# Kalocheta cucana
Kalocheta cucana är en tvåvingeart som beskrevs av Negrobov och Kulibali 1983. Kalocheta cucana ingår i släktet Kalocheta och familjen styltflugor.
Artens utbredningsområde är Kongo. Inga underarter finns listade i Catalogue of Life.